# 尹壯圖
尹壮图（1738年12月28日—1808年7月17日），字万起，号楚珍，云南省臨安府蒙自縣（今雲南省紅河州蒙自市）人，清代乾隆、嘉慶年间政治人物、书法家。官至内阁学士、加礼部侍郎衔。曾任《四库全书》总阅官。

## 家世
蒙自尹氏為明清以來雲南的重要進士家族之一。先世居河南懷慶府（今河南省沁陽市）。先祖尹革於明朝英宗時期任兵科給事中，因彈劾宦官王振被貶為雲南太和縣縣臣，從此落籍蒙自。曾祖父尹文熾為康熙丁卯科舉人，官至兵部武庫司，尹壯圖稱其澹卿公；祖父尹宗梁為康熙丁酉科舉人，官至廣西桂林府同知，尹壯圖稱其庚朗公；父親尹均為乾隆年進士，官至內閣中書。尹壮图母亲出自阿迷（今开远）伍氏，为元朝蒙古貴族後裔。

## 生平

### 早年时期

#### 求學時期
乾隆三年（1738年）冬月，尹壮图出生于雲南省臨安府蒙自县（今雲南省紅河州蒙自市）城內（其出生地今日被称“阁学街”）。少年和青年時受業於縣城內「勤讲论、善诱掖」的宿儒杜式庵，曾跟随彌陽劉隨軒學書法。乾隆二十五年（1760年）赴临安（今雲南建水縣）科试，名列一等一名。

#### 受帝賞識
乾隆三十一年（1766年）考中进士，之後擔任庶吉士。散馆，授礼部主事，再迁吏部文選司員外郎，考功司郎中，禮部郊祭司郎中。任考功司郎中期間，多次出任考官，為清王朝選拔了一批人才，先後錄取了趙士魁、章学诚、裴显相等數百人。乾隆三十九年（1774年），考選江南道監察御史，转京畿道。此后多次升遷，先后任光祿寺少卿、太僕寺少卿。乾隆四十五年（1780年）起，任内阁学士，兼礼部侍郎。五十一年（1786年）10月，尹壮图奉命總閱《四庫全書》。

### 中年时期

#### 因諫獲罪
乾隆五十二年（1787年），尹壮圖父親尹均去世，回鄉奔喪，在蒙自守孝三年後，服满回京候補。回京行途萬里，见各省督抚声名狼籍，吏治废驰，根本不似朝廷宣稱的那样繁荣富庶，而各省督撫上報的钱粮库存，更是十有八九是假的。尹壯圖认为此亂象咎由乾隆三年（1738年）钦定的的議罪銀制度而起。這一時期，和珅为主持议罪银制度的大臣，若官員犯罪，可繳納銀子抵罪，這些銀子最後流入府庫，供乾隆帝揮霍。
乾隆五十五年（1790年），尹壮图上书乾隆帝，直言议罪银制不利於朝廷。乾隆帝批復，令其“指实覆奏”。尹壮图遂覆奏，稱各省督抚声名狼藉，吏治腐敗，各省府庫虧空，返京途中，各地商民皆“蹙額興嘆”，請求皇帝派满洲大臣和他一同前往各省調查。乾隆帝對此大不悅，認為尹壯圖破壞了自己“十全老人”的形象，稱尹壯圖所言府庫虧空之事不應該出現在太平盛世，故意要求其指名“聞自何人，見於何處”，否則就是欺君之罪。尹壮图意识到自己觸犯了乾隆帝的大忌，承认自己措词不当，未能指出确据，请求皇上治罪。乾隆帝不受，一邊命户部侍郎庆成（滿族人）帶尹壯圖四處調查，一邊秘密指派和珅向有关省份打了招呼，要他们做好应付检查的各项准备。尹壯圖和慶成赴山西查府庫，先查大同府庫，再查山西布政使庫，皆無虧空。尹壯圖深知自己斗不过乾隆帝，于是請求還京治罪，称自己以道听途说的不实之词“冒渎圣听”；蒙受圣上指点和眼前“事实”，他已深刻认识到自己的错误，请求让他早日回京接受处罚。乾隆帝不理会，命他和庆成再赴直隶、山东、江南诸省调查。所到之处庆成往往游宴数日，令尹壮图枯坐馆舍，直到当地官员补足仓库，方才赴检。而各地官员往往对庆成热情接待，但将尹壮图冷落一旁，有时甚至连饭食都没人给他安排。尹壮图再次向乾隆恳求：“可否恳恩，即令回京待罪？”乾隆不应，寄谕壮图，问他途中是否有见商民“蹙额兴叹”。尹壮图覆奏，“言目见商民乐业，绝无蹙额兴叹情事。”乾隆为治尹壮图罪，令庆成向尹确切询明之前所言的府库亏空、吏治腐败之像从何而来。尹壮图只得称自己所言虚诳，请求回京治罪。不久，检查完苏州布政使库亦无亏后，乾隆帝方允尹壮图返京。
乾隆五十六年（1791年）正月，乾隆帝发表长篇上谕，对尹壮图上疏事件作了最后定性，称其逞臆妄言，有心欺罔，无可宽宥，将其交刑部治罪。乾隆要大学士和九卿大臣责令审讯尹壮图，虽然审讯过程中没有发现新的罪证，大臣们最终还是决定按照“挟诈欺公，妄生异议律”判其死刑。乾隆为显自己宽宏大量，认为不妨视尹壮图的“诽谤”为一种规劝，遂免其死罪，降級为内阁侍读。然而侍读官职空位缺少，遂改礼部主事。

#### 辞官归乡
乾隆五十七年（1792年）八月，尹壮图以母親年老辞官归乡。回到蒙自后，临安知府张玉树聘他为郡城书院主讲。尹壮图以建水（临安府治）离蒙自路途遥远，不能尽孝，遂接受鄰近的阿迷（今开远）灵泉书院的聘请，同时兼任蒙邑书院主讲。

### 晚年時期

#### 嘉庆复用
嘉庆元年（1796年），清仁宗颙琰即位。由于尹壮图曾做过永琰王（嘉庆帝）的侍读，给嘉庆帝留下了敢于直言的印象。四年（1799年），太上皇乾隆帝驾崩，嘉庆亲政，尹壮图被朝廷重新起用，召其“急行来京擢用”。尹壯圖抵達京城後，仍然以母老乞歸，嘉庆准奏，賜其母大缎二疋，並授尹給事中，“赐奏事摺匣”，允許他在籍奏事。臨行前，上疏“请清覈各省陋规，明定科条”，嘉慶不納，認為行不通。歸鄉後，尹壯圖又上疏请求“拔真才，储实用”，對當時的科舉考試制度提出諸多改革建議，例如：讓吏部严立關於保舉選官的科條；將房考卷送往主司審閱以防“通關節”等。最終，只有“房考落卷送主司搜阅”之議被採納。
嘉庆八年（1803年），尹上书皇帝谈及政改，「于内之卿贰，翰詹，科道，外之藩、臬、道、府，慎选二十人，轮值内廷。每日奏章谕旨，尽心检校，有疏忽偏倚之处，许就近详辨可否」。嘉庆帝大怒，言：「壮图言皆迂阔纰谬，断不可行，若如所奏，直于军机大臣外复设内军机，成何政体」。时任云南布政使陈孝升、道员萨荣安以冒销军需治罪，嘉庆令巡抚那彦宝责问尹壮图为什么不奏此事，尹覆因为未掌握陈孝升等人的确凿证据，故不敢奏，虽如此仍请求处分。嘉庆宽恕了他，终未降罪。

#### 投身教育
尹壯圖兩度由京返鄉，云南巡抚初彭龄皆邀请他到昆明五华书院任主講。尹推辭不過，於嘉慶六年（1801年）奉母赴昆講學。從此，五华书院门庭若市，每天一開館，生徒四五百人相繼湧入，不得不另租寺廟以做書院。
嘉慶八年（1803年），蒙自觀瀾書院落成，年近七旬的尹壯圖返鄉任書院主講，每日仍孜孜不倦地讲课，批阅作业。短短兩年，就培養出了李先德、杨淇、尹奠图、汤联荣等大批秀才，使蒙自儒學氣息蔚然成風。

#### 去世
尹壮图晚年患有腹疾，且频繁发作。嘉庆十三年闰五月二十四日（1808年7月17日），尹壮图在蒙自病逝。

## 書法
尹壮图善书法，其风格取众家之长，自成一體，“浑厚凝重，圆阔自然”，人稱“龍蛇體”。行书“道劲而润活，转角成园折”，墨跡遍及云南。昆明五华书院藏书楼的题额及“鱼跃鸢飞活泼泼地，日华云烂纠缦缦天”的对联即为其书法真迹；开远小龙潭办事处归圣寺现亦存有尹壮图狮山游记诗碑文，为其于嘉庆二年（1779年）十月十五日率师生游狮子山时作。

## 著書
尹壯圖著有《楚珍诗集》二卷，《详批纲鉴性理语录文稿》四卷，自编《楚珍自记年谱》等。《楚珍自記年譜》是紀錄蒙自尹氏的重要參考資料，同時也反映了清朝乾嘉時期的官場狀況。

## 評價
- 《清史稿》：“论曰：高宗中年后，遇有言事者，遣大臣按治，辄命其参与……漱芳、锡宝、壮图皆不能实其言，大臣怙宠乱政，民迫於饥寒，卒成祸乱。呜呼，古昔圣王兢兢，重畏民碞，良有以也！”[11]
- 乾隆帝：“尹壮图不惟识文字，亦且细心检阅。”[4]
- 嘉庆帝称尹壮图为“敢言之臣”。[4]

## 後世紀念
為了紀念尹壯圖，其位於蒙自城內的祖宅所在街道於民國十七年（1928年）更名為“閣學街”，並沿用至今。故居位於閣學街12—15号，為紅河州文物保護單位。

### 内文来源
1. 1 2 3  . 《中国大百科全书》第三版网络版.   [2022-12-16]. （原始内容存档于2022-12-16）.
2. ↑  尹天钰，第315页
3. ↑  中国人民政治协商会议云南省蒙自委员会 学习文史委员会 (编). . 昆明. 2006.
4. 1 2 3 4 5 6 7 8 9 10 11 12 13 14 15 16 17 18 19 20 21  蒙自县志编纂委员会 编. . 北京: 中华书局. 1995. ISBN 7-101-01417-8.
5. ↑  中央研究院歷史語言研究所. . 人物傳記資料庫.   [2023-01-21]. （原始内容存档于2023-01-21）.
6. 1 2 3  . 人物傳記資料庫. 中央研究院歷史語言研究所.   [2023-01-19]. （原始内容存档于2022-07-10）.
7. 1 2 3  . 云南日报. 2022-04-26  [2022-12-16]. （原始内容存档于2022-12-16）.
8. ↑  尹壮图 & 尹佩珩（1825年）
9. ↑  曹定安，第303页
10. ↑  . 云南政协报. 2009-09-22  [2024-12-17]. （原始内容存档于2025-01-20） –中华伍氏网.
11. 1 2 3 4 5 6 7 8 9 10 11 12 13  趙爾巽. . 北京: 中華書局. 1977. ISBN 7-101-00750-3. OCLC 55513807.
12. 1 2 3 4 5 6 7 8 9 10  眭达明. . 濟南: 山東人民出版社. 2013. ISBN 978-7-209-06972-4. OCLC 853430393.
13. ↑  《清史稿》記：“高宗季年，督抚坐谴，或令缴罚项贷罪。壮图以为非政体。五十五年，上疏言：‘督抚自蹈愆尤，圣恩不即罢斥，罚银若干万充公，亦有督抚自请认罚若干万者。在桀骜者藉口以快其饕餮之私，即清廉者亦不得不望属员之佽助。日后遇有亏空营私重案，不容不曲为庇护。是罚银虽严，不惟无以动其愧惧之心，且潜生其玩易之念，请永停此例。如才具平常者，或即罢斥，或用京职，毋许再膺外任。’”
14. ↑  《清史稿》記：“上谕曰：‘壮图请停罚银例，不为无见。朕以督抚一时不能得人，弃瑕录用，酌示薄惩。但督抚等或有昧良负恩，以措办官项为辞，需索属员；而属员亦藉此敛派逢迎，此亦不能保其必无。壮图既为此奏，自必确有见闻，令指实覆奏。’”
15. ↑  《清史稿》記：“壮图覆奏：‘各督抚声名狼藉，吏治废弛。臣经过地方，体察官吏贤否，商民半皆蹙额兴叹。各省风气，大抵皆然。请旨简派满洲大臣同臣往各省密查亏空。’”
16. ↑  《清史稿》記：“上复谕曰：‘壮图覆奏，并未指实。至称经过诸省商民蹙额兴叹，竟似居今之世，民不堪命。此闻自何人，见於何处，仍令指实覆奏。’”
17. ↑  《清史稿》記：“壮图再覆奏，自承措词过当，请治罪。”
18. ↑  《清史稿》记：“庆成所至，辄游宴数日，乃发仓库校覈”
19. 1 2  王鍾翰 点校. . 北京: 中华书局. 1987. ISBN 7-101-00370-2. OCLC 22311994.
20. ↑  《清史稿》記：“疏请拔真才，储实用，大要谓：‘保举未定处分，当下吏部严立科条；科埸或通关节，当将房考落卷送主司搜阅。其尤要者，谓六部满洲司员案，文义多未晓暢，当严督令习经书通文理；乡会试加广名额，司员先侭科甲挑补。’”
21. ↑  尹壮图&尹佩珩（1825年），第85-90页
22. ↑  尹壮图&尹佩珩（1825年），第90页
23. 1 2  红河州文化局 编. . 昆明: 雲南出版集團公司，雲南人民出版社. 2007. ISBN 978-7-222-05194-2. OCLC 318093784.
24. ↑  王运生 编选注释; 云南省人民政府参事室，云南省文史研究馆 编. . 昆明: 云南民族出版社. 2001. ISBN 7-5367-2132-3. OCLC 768725759.

## 延伸阅读
- 赵尔巽點校. . 中華書局. ISBN 9787101007503.
- 张宏杰. . 湖南人民出版社. ISBN 9787543887114.